# Everyday Sunday
Everyday Sunday es un grupo de rock procedente de Columbus, Ohio, Estados Unidos, creado en 1997 por Trey Pearson. La banda ha publicado ya cinco álbumes, de los cuales el primero, Sleeper (2001), fue independiente; los dos siguientes, Stand Up (2002) y Anthems for the Imperfect (2004) fueron publicados a través de Flicker Records y los dos últimos,Wake Up! Wake Up! (2007) y Best Night Of Our Lives, de 2009, fueron publicados a través de la última discográfica en ficharles, Inpop Records.
El estilo musical del grupo es el rock cristiano y el rock alternativo, aunque una gran parte de sus canciones, melódicas y con ritmos rápidos y letras pegadizas, han recibido el calificativo por parte de diversos medios de Powerpop y pop punk.
El día 13 de marzo de 2009, la banda se ve implicada en un accidente en Valparaíso, en el estado norteamericano de Indiana. En el accidente, en el cual colisionaron con un camión, Tyler Craft, el conductor, salió despedido del coche, quedando atrapados en el coche los otros tres miembros del grupo. Afortunadamente, pudieron ser trasladados a un hospital cercanos y recuperarse del accidente.
El 31 de mayo de 2016, el vocalista de la banda, Trey Pearson, publicó en su cuenta de Twitter un link a un artículo del magazine de arte 614 Columbus en el que hace pública su homosexualidad a través de una carta abierta a sus fanes.

## Discografía
Sencillos
- Wake Up! Wake Up! (del disco homónimo)
- Find Me Tonight (de Wake Up! Wake Up!)
- Apathy For Apologies (de Wake Up! Wake Up!)
- Let's Go Back (de Wake Up! Wake Up!)
- The Best Night Of Our Lives (del disco homónimo)

Discos
- Sleeper (2001, independiente)
- Stand Up (2002, Flicker Records)
- Anthems for the Imperfect (2004, Flicker Records)
- Wake Up! Wake Up! (2007, Inpop Records)
- Best Night Of Our Lives (2009, Inpop Records)